# Crotalaria malindiensis
Crotalaria malindiensis är en ärtväxtart som beskrevs av Roger Marcus Polhill. Crotalaria malindiensis ingår i släktet sunnhampor, och familjen ärtväxter. Inga underarter finns listade i Catalogue of Life.